# Jeff Coffin
Jeff Coffin (ur. 5 sierpnia 1965) – amerykański muzyk jazzowy i rockowy, najlepiej znany jako saksofonista zespołów Dave Matthews Band oraz Béla Fleck and the Flecktones. Oprócz saksofonu potrafi również grać na klarnecie, flecie i oboju.
Od marca 1997 roku był członkiem zespołu Béla Fleck and the Flecktones i zagrał na każdym jego albumie od Left of Cool wydanego w 1998 do Jingle All the Way wydanego w 2008.
Na swojej stronie internetowej oświadczył niedawno, że koncertowanie z zespołem Dave Matthews Band uniemożliwia mu granie na koncertach Fleckstones. Coffin nie zagrał również na ostatnim albumie zespołu – Rocket Science, na którym w jego miejsce pojawił się oryginalny członek zespołu – Howard Levy.
W dniu 1 lipca 2008 Coffin dołączył do zespołu Dave Matthews Band podczas jego trasy koncertowej po tym, jak saksofonista LeRoi Moore odniósł obrażenia w wypadku na quadzie. 19 sierpnia 2008 Moore zmarł niespodziewanie w wyniku komplikacji spowodowanych wypadkiem, więc Coffin koncertuje z zespołem do chwili obecnej. Uzupełnił też niedokończone partie saksofonu, które ukazały się na płycie Big Whiskey and the GrooGrux King.
Od końca lat ’90 Coffin nagrywa i koncertuje ze swoim własnym zespołem o nazwie Mu'tet, z którym wydał 5 albumów.
Coffin dał ponad 125 wykładów klinicznych w szkołach średnich i college’ach na całym świecie.
Jest znany z tego, że potrafi grać na dwóch saksofonach (altowym i tenorowym) jednocześnie.

## Dyskografia
| - Outside the Lines – (1997) - Left of Cool – (1998) - Greatest Hits of the 20th Century – (1999) - Outbound – (2000) – (nagroda Grammy w 2001) - Live at the Quick (2002) – (CD & DVD) - Little Worlds – (2003) - The Hidden Land – (2006) – (nagroda Grammy w 2006) - Jingle All the Way – (2008) – (nagroda Grammy w 2009) - Commonality – (1999) - Go-Round – (2001) - Bloom – (2005) - Mutopia – (2008) - Mondo Trio – (2007) - Plot/Scheme – (2008) - Character Farm and Other Short Stories – (2011) - Fall EP – (2007) | - The Best of What's Around Vol. 1 (Encore CD) – (2006) - Live at Mile High Music Festival – (2008) - Live Trax 2008 – (2008) - Big Whiskey and the GrooGrux King – (2009) - Live Trax Vol. 15 – (2009) - Europe 2009 – (2009) - Live Trax Vol. 19 – (2010) - Live in New York City – (2010) - Live at Wrigley Field – (2011) - Mantis – (2009) - Death By Stereo – (2011) - Duet – (2011) |